# Linaria riffea
Linaria riffea är en grobladsväxtart som beskrevs av Carlos Pau. Linaria riffea ingår i släktet sporrar, och familjen grobladsväxter. Inga underarter finns listade i Catalogue of Life.